# Labenbach (Simssee)
Der Labenbach ist ein Fließgewässer im Gemeindegebiet von Riedering im  bayerischen Landkreis Rosenheim. Er entspringt am Dorfrand von Moosen, fließt im Wald mit kleinen Richtungswechseln etwa nach Nordwesten, bevor in einem Schwemmtrichter in den Simssee mündet.